# Bruno Nadolczak
Bruno Mark Nadolczak ps. Piast, Serb (ur. 30 marca 1913, zm. 11 września 2010 w Cape May (New Jersey, Stany Zjednoczone)) – kapitan piechoty Wojska Polskiego, Polskich Sił Zbrojnych, Armii Krajowej i Zrzeszenia Wolność i Niezawisłość, cichociemny, działacz polonijny. Został awansowany do stopnia pułkownika.

## Życiorys
Bruno Nadolczak w dzieciństwie mieszkał w Japonii, Ameryce Południowej, Francji i Niemczech. Powrócił do Polski w 1918 roku. Ukończył polonistykę na Uniwersytecie im. Adama Mickiewicza w Poznaniu, po czym został zmobilizowany do wywiadu wojskowego i wysłany do Niemiec, gdzie służył w wywiadzie w latach 1937–1939.

### II wojna światowa
We wrześniu 1939 roku walczył w 360 pułku piechoty. Dostał się do niewoli niemieckiej, był jeńcem obozu, skąd udało mu się uciec w styczniu 1940 roku. Przekroczył granicę polsko-węgierską 1 lutego 1940 roku. W kwietniu 1940 roku dotarł do Francji, gdzie służył jako dowódca III batalionu 7 pułku piechoty 3 Dywizji Piechoty. W czerwcu 1940 roku przedostał się do Wielkiej Brytanii, gdzie został skierowany początkowo do 3 Brygady Kadrowej Strzelców i Brygady Szkolnej. Przeszedł kurs OKDAW (polska szkoła wywiadu pod kamuflażem Oficerskiego Kursu Doskonalenia Administracji Wojskowej). Był jednym z 4 adiutantów gen. Władysława Sikorskiego. W latach 1942–1943 w ramach jednej z akcji został zrzucony na terytorium niemieckie.
Zgłosił się do służby w kraju. Po przeszkoleniu w wywiadzie został zaprzysiężony 5 listopada 1943 roku w Oddziale VI Sztabu Naczelnego Wodza i przeniesiony do Głównej Bazy Przerzutowej w Brindisi we Włoszech. Zrzutu dokonano w nocy z 16 na 17 października 1944 roku w ramach operacji „Poldek 1” dowodzonej przez por. naw. Stanisława Kleybora. Dostał przydział do Oddziału II Informacyjno-Wywiadowczego Podokręgu Piotrków na stanowisko zastępcy szefa oddziału. Od grudnia 1944 roku do stycznia 1945 roku był oficerem w Oddziale II Okręgu Łódź AK, od 18 grudnia – w składzie sztabu okręgu.
W 1945 roku działał w zrzeszeniu Wolność i Niezawisłość, w ramach którego przedstawił raport o ludobójstwie i zsyłkach Polaków do ZSRR. Był aresztowany przez UB, więziony w Miedzeszynie, przesłuchiwany i torturowany m.in. przez Józefa Światłę. Między 1945 a 1947 roku (według różnych źródeł) udało mu się zbiec z więzienia i przedostał się do Londynu. W czasie pobytu w Wielkiej Brytanii studiował na University of Cambridge.

### Po wojnie
Po przeniesieniu się do Stanów Zjednoczonych w 1953 roku zamieszkał początkowo na Manhattanie, później w New Brighton, by osiedlić się w Stapleton w 1954 roku. W połowie lat 80. przeniósł się Annandale, a w 2004 roku przeprowadził się do Cold Spring.
Mieszkając w Stanach Zjednoczonych zaczął pracę jako tłumacz języka francuskiego (mówił 11 językami) w firmie Barber Steamship Lines, by następnie awansować na kierownika działu ubezpieczeń tej firmy, a po 30 latach pracy odszedł na emeryturę jako jej wiceprezes.
Nadolczak był autorem wspomnień pt. Silniki grają równo opublikowanych w książce Drogi cichociemnych... (wyd. I, II, III, Veritas, Londyn, 1954, 1961, 1972, Bellona, Warszawa, 1993, 2008).

### Działalność społeczna po wojnie
Nadolczak był w 1953 roku organizatorem Koła Polskich Spadochroniarzy w USA. Był ostatnim prezesem Komitetu Narodowego Amerykanów Polskiego Pochodzenia. KNAPP powstał 12 maja 1942 roku i został rozwiązany w 1959 roku. Od 1964 roku był zastępcą delegata wojskowego na Stany Zjednoczone (do momentu nominacji Ryszarda Kaczorowskiego na stanowisko prezydenta RP na Uchodźstwie).
W latach 1989–1990 był członkiem VIII Rady Narodowej Rzeczypospolitej Polskiej z obszaru Stanów Zjednoczonych, będąc delegatem Koła Byłych Żołnierzy AK. Od 1989 roku do śmierci był komendantem „niezależnego oddziału Armii Krajowej w Stanach Zjednoczonych”.

## Awanse
- podporucznik – ze starszeństwem z dniem 20 października 1941 roku
- porucznik – ze starszeństwem z dniem 1 marca 1944 roku
- kapitan – ze starszeństwem z dniem 1 stycznia 1945 roku
- major –[potrzebny przypis]
- podpułkownik – (przed 1989 rokiem)[potrzebny przypis]
- pułkownik –[potrzebny przypis]

## Odznaczenia
- Krzyż Kawalerski Orderu Odrodzenia Polski – 1979[10]
- Krzyż Walecznych – czterokrotnie
- Krzyż Kawalerski Orderu Zasługi Rzeczypospolitej Polskiej (1993) przyznany „za wybitne zasługi w działalności polonijnej”[11],
- Krzyż Oficerski Orderu Zasługi Rzeczypospolitej Polskiej (2013, pośmiertnie) przyznany za wybitne zasługi dla niepodległości Rzeczypospolitej Polskiej i działalność polonijną[12][13][b].

## Życie rodzinne
Bruno Nadolczak ożenił się w latach 50. z Aldoną Popławską (1925–2012), z którą miał dwie córki: Ewę Nadolczak i Maję, późniejszą Bannister. Pozostawił również w Wielkiej Brytanii syna Jana Cosgrove’a.
Zmarł w North Cape Center w Cape May (New Jersey). Został pochowany 15 września 2010 roku na polskim cmentarzu Matki Boskiej Częstochowskiej w Doylestown, Pensylwania, w kwaterze weteranów wojennych.